# Heinrich Steitz
Heinrich Steitz (* 24. Januar 1907 in Fürfeld, Kreis Alzey, Großherzogtum Hessen; † 27. September 1998 in Mainz) war ein deutscher evangelischer Theologe.

## Leben
Von 1927 bis 1931 studierte Steitz in Gießen und Jena Evangelische Theologie, Germanistik und Geschichte. Er trat 1927 dem Gießener Wingolf bei, dem er bis zu seinem Tode tief verbunden blieb. 1928 wurde er Mitglied im Jenenser Wingolf und 1950 im Mainzer Wingolf. Durch den Gießener Wingolf bekam Steitz intensiven Kontakt zu den damals führenden Kirchenhistorikern und Theologen in Hessen wie Ferdinand Kattenbusch,  Gustav Krüger und Hans Waitz. An der hessischen Landesuniversität in Gießen legte Steitz 1931 sein erstes und 1932, nach Besuch des Predigerseminars in Friedberg, sein Zweites Theologisches Examen ab. Die Zulassung für das Lehramt an höheren Schulen erhielt er 1933 in Gießen. Mit einer kirchenhistorischen Arbeit zu den hessischen Kirchen- und Schulordnungen im 16. bis 18. Jahrhundert wurde Steitz 1935 in Gießen zum Lizentiaten (Dr.) der Theologie und 1938 mit einer germanistischen Arbeit über Gemarkungsnamen zum Dr. phil. promoviert. 
Nach seiner Ordination im Jahr 1932 wirkte Steitz als Vikar in Gemeinden in Offenbach am Main, Worms und Petterweil (1935/37). Anschließend wurde er Gymnasiallehrer in Darmstadt. Er wurde 1939 zur Wehrmacht eingezogen. Nach Ende der Kriegsgefangenschaft Ende 1945 wurde er Pfarrer in Mainz-Bischofsheim und 1950 Dekan in Groß-Gerau; ab 1956 war er Pfarrer in Mainz-Gonsenheim.
Am Aufbau der Evangelischen Kirche in Hessen und Nassau (EKHN) nach dem Krieg war Steitz besonders engagiert. Er war hierbei als Synodaler und Mitglied des Verfassungs- und Rechtsausschusses tätig und brachte wieder viele volkskirchlich-hessische Traditionen in die EKHN ein.
1957 habilitierte er sich für das Fach Kirchengeschichte in Mainz und wurde 1965 zum außerplanmäßigen Professor, schließlich 1971 zum ordentlichen Professor ernannt.
Die Krönung seines wissenschaftlichen Schaffens stellt die umfangreiche Geschichte der Evangelischen Kirche in Hessen und Nassau dar, die weiterhin als kirchengeschichtliches Standardwerk gilt. Damit gilt Steitz als einer der bedeutendsten Vertreter der hessischen Kirchengeschichtsforschung. Schon nach dem Krieg rief er 1949 die 1901 gegründete Vereinigung für Hessische Kirchengeschichte wieder ins Leben. Er wirkte 1950/51 als Erster und dann bis 1979 als Zweiter Vorsitzender. 1950 wurde er in die Hessische Historische Kommission Darmstadt berufen.
Unermüdlich war er in der evangelischen Erwachsenenbildung und im Wingolf aktiv. 1972 erhielt er das Verdienstkreuz am Bande der Bundesrepublik Deutschland und 1983 den Landesorden von Rheinland-Pfalz. Die Philipps-Universität Marburg zeichnete ihn 1962 mit der Ehrendoktorwürde aus.
Heinrich Steitz verstarb nach langer Krankheit am 27. September 1998 in Mainz.

## Schriften (Auswahl)
- Geschichte der Evangelischen Kirche in Hessen und Nassau. Bde. 1–4. Trautvetter & Fischer, Marburg 1961–1971 (Gesamtausgabe in einem Band 1977).
- Die Nassauische Kirchenorganisation von 1818. Ein Beitrag zur Geschichte der Kirchenverfassung. Hessische Kirchengeschichtliche Vereinigung, Darmstadt 1964.
- Martin Luther auf dem Reichstag zu Worms 1521. Zur 450-Jahrfeier des Wormser Reichstags 1971. Evangelischer Presseverband, Frankfurt a. M. 1971.
- Pfarrer Franz Joseph Helferich (1806–1881) und die Erweckungspredigt in Hessen. Verlag der Rheinhessischen Druckwerkstätte, Alzey 1987.
- Heiko Wulfert: Prof. D. Dr. Heinrich Steitz. Bibliographie 1935–85. JHKGV 37, 1986, S. 147–154
- Heiko Wulfert: Bibliographia Steitziana. In: Ebernburg-Hefte, Folge 21 (1987), S. 131–139